# Болотова Агафія Василівна
Агафія Василівна Болотова (10 червня 1941, Ужгород — 4 листопада 2010, Київ) — радянська і українська кіноакторка.

## Біографія
Народилася 10 червня 1941 року в Ужгороді у родині службовця. У 1965 році закінчила Київський державний інститут театрального мистецтва ім. І. К. Карпенка-Карого. Була акторкой Київської кіностудії ім. О. П. Довженка.
Знялася у шістдесяти дев'яти фільмах, у тому числі: «Весільні дзвони» (1967, Ася), «Адреса вашого дому» (1972, дружина Івана), «Подорож через місто» (1979, прибиральница), «Осінні ранки» (1985, Анастасія Клименко), в епізодах фільмів: «Здрастуй, Гнате!» (1962), «Срібний тренер» (1963), «Помилка Оноре де Бальзака» (1968), «Варчина земля» (1969), «В'язні Бомона» (1970), «Іду до тебе…» (1971), «Віра, Надія, Любов», «За твою долю», «Зозуля з дипломом», «Лаври» (усі — 1972), «Абітурієнтка», «Дід лівого крайнього», «Вогонь» (усі — 1973), «Мріяти і жити», «Важкі поверхи», «Юркові світанки» (усі — 1974), «Ви Петька не бачили?», «Канал», «Прості турботи», «Ральфе, здрастуй!» (усі — 1975), «Дні Турбіних» (1976), «Дипломати мимоволі», «Талант» (обидва — 1977), «Люди на земле», «Наталка Полтавка», «Незручна людина», «Тільки краплю душі» (усі — 1978), «Іподром», «Смужка нескошених диких квітів» (обидва — 1979), «Житіє святих сестер», «Ніжність до ревучого звіра», «Весільний подарунок», «Таємниця корабельного годинника» (усі — 1982), «Вечори на хуторі біля Диканьки», «Я, син трудового народу...» (обидва — 1983), «Далекий голос зозулі» (1985), «До розслідування приступити», «Міст через життя», «Звинувачується весілля» (усі — 1986) та інш.
Була членом Національної спілки кінематографістів України.
Померла 4 листопада 2010 року у Києві.